# Simona Krupeckaitė
Simona Krupeckaitė   (Utena, 13 de desembre de 1982) és una ciclista lituana que especialista en el ciclisme en pista.
Del seu palmarès destaquen les dotze medalles als Campionats del món en pista, dues d'elles d'or. Ha participat en quatre Jocs Olímpics.

## Palmarès
- 2009
  -  Campiona del món en 500 metres
  - Campiona d'Europa d'Òmnium Sprint
- 2010
  -  Campiona del món en Keirin
- 2012
  -  Campiona d'Europa en Keirin
  -  Campiona d'Europa en Velocitat per equips (amb Gintarė Gaivenytė)
- 2016
  -  Campiona d'Europa en Velocitat
- 2017
  -  Campiona de Lituània en velocitat
  -  Campiona de Lituània en velocitat per equips
- 2018
  -  Campiona de Lituània en velocitat
  -  Campiona de Lituània en velocitat per equips
- 2019
  - Medalla d'or als Jocs Europeus en keirin
  -  Campiona de Lituània en velocitat
  -  Campiona de Lituània en velocitat per equips
  -  Campiona de Lituània en keirin
- 2020
  -  Campiona de Lituània en velocitat
  -  Campiona de Lituània en velocitat per equips
  -  Campiona de Lituània en keirin

### Resultats a laCopa del Món en pista
- 2004
  - 1a a Aguascalientes, en Keirin
- 2008-2009
  - 1a a Cali i Pequín, en Keirin
  - 1a a Cali i Pequín, en Velocitat
  - 1a a Cali i Pequín, en 500 metres
- 2009-2010
  - 1a a Manchester, en Keirin
  - 1a a Cali, en Velocitat
  - 1a a Cali, en 500 metres
- 2011-2012
  - 1a a la Classificació general i a les proves de Cali i Londres, en Keirin
- 2015-2016
  - 1a a Hong Kong, en Keirin
- 2016-2017
  - 1a a Glasgow, en Velocitat
  - 1a a Glasgow, en Keirin